# Pirhosigma mearimense
Pirhosigma mearimense är en stekelart som först beskrevs av Edoardo Zavattari 1912.
Pirhosigma mearimense ingår i släktet Pirhosigma och familjen Eumenidae. Utöver nominatformen finns också underarten Pirhosigma mearimense putumayense.